# Vestel
Vestel är en turkisk hemelektroniktillverkare. Företaget grundades 1975 i Manisa och ägs av Zorlu Group vars aktier är noterade på Istanbulbörsen. Vestel säljer produkter under ett flertal varumärken, bland annat Techwood, Graetz, Finlux, Luxor och Vestfrost. Bolaget är en av Europas största tillverkare av hemelektronik och har bland annat en årsproduktion på omkring 8 miljoner TV-apparater vilket motsvarar ungefär en fjärdedel av alla TV-apparater som säljs i Europa.

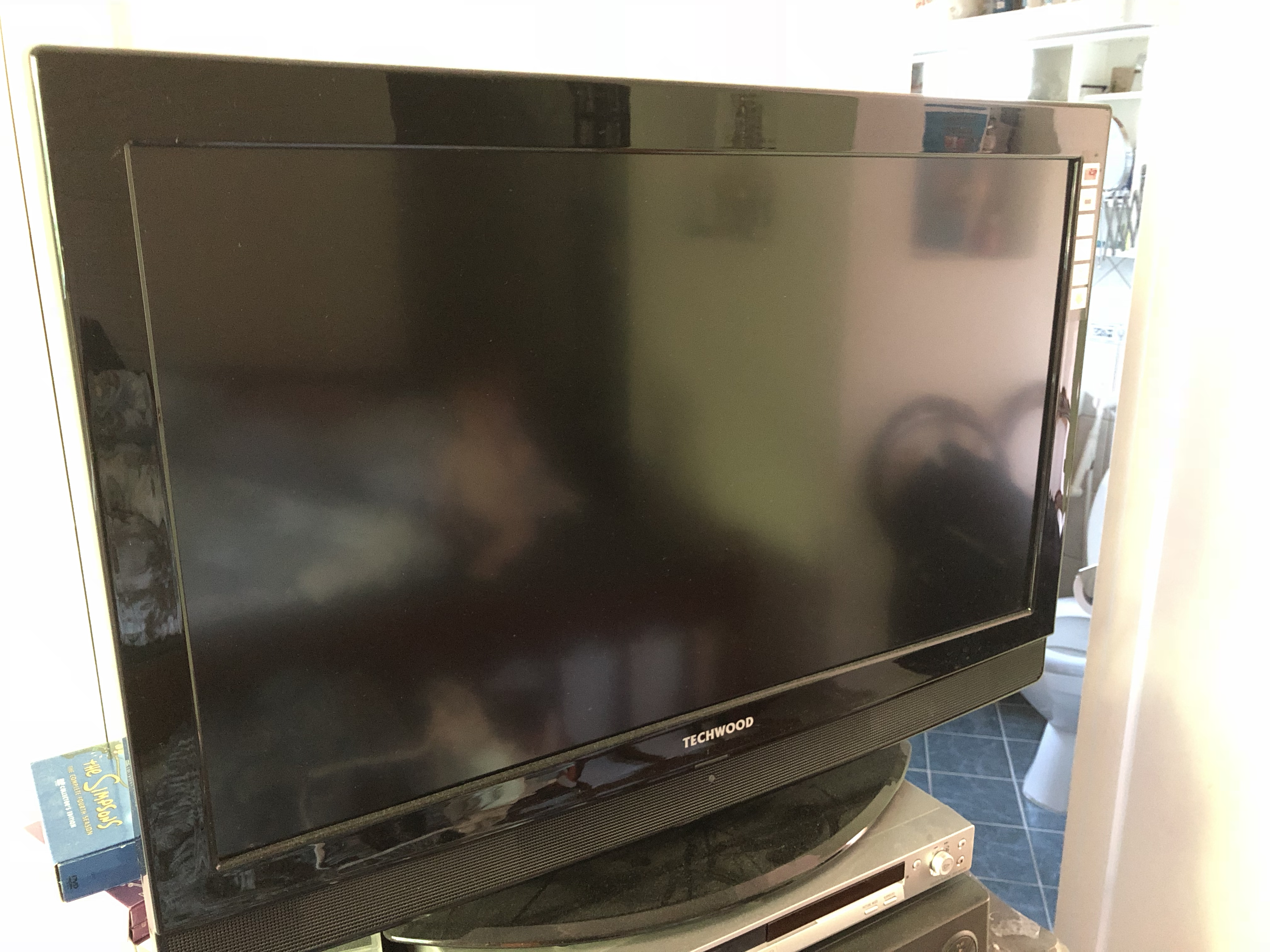
Techwood flat screen television från 2010